# Bjørn Hasløv
Bjørn Borgen Hasløv, né le 18 mai 1941 à Copenhague, est un rameur d'aviron danois.

## Carrière
Bjørn Hasløv remporte la médaille d'or de quatre sans barreur aux Jeux olympiques d'été de 1964 à Tokyo et la médaille d'argent de la même épreuve aux Championnats d'Europe d'aviron 1964 à Amsterdam.